# 거리의 여자 매기
《거리의 여자 매기》(Maggie: A Girl of the Streets)는 스티븐 크레인의 1893년 장편소설이다. 졸라풍의 작품으로서 타락한 여자에 관한 이야기여서 출판을 맡을 출판사가 없어 자비로 출판하였다. 뉴욕의 바와리가(街)에 사는 소녀 매기가 남자에게 속아 후에 매춘부가 되어 거리로 나가며, 마침내 자살하고 만다. 인생은 환경의 지배를 받는다는 자연주의적 수법을 써서 드라이저 문학의 선구가 되고, 20세기 문학의 출발점이 되었다.

## 줄거리
이야기는 젊은 소년 지미가 적대적인 이웃으로부터 온 깡패 소년들과 싸우는 것으로 시작한다.  그 때, 그의 친구 피트에 의해 구출되어 그의 여동생 매기와 젖먹이 동생 토미, 그의 알콜 중독자인 아버지, 어머니인 메리 존슨과 함께 사는 집으로 돌아온다.  그의 부모는 아일랜드 이민자로 매우 엄격하게 아이를 키운다.  몇 년이 지나, 토미와 그의 아버지는 사망하게 되고, 지미는 공격적이고, 빈정대기 좋아하는 유년기를 보낸다.  그는 트럭운전사로 일한다.  매기는 셔츠 공장에서 일하기 시작하고, 그녀의 엄마의 술에 취한 주사에도 불구하고 열심히 삶을 일구어 나간다. 메기는 바텐더로 일하는 지미의 친구 피트와 사귀는 데, 피트는 메기를 그녀의 고된 삶에서 구해 주기로 약속한다.  그는 메기를 극장과 박물관에 데리고 다닌다.  어느날 밤 지미와 엄마 메리는 메기를 아파트 밖으로 내쫒고 지미는 피트의 바에 찾아가 피트와 싸운다.  심지어 이웃들이 메기에 대하여 흉을 볼 때, 지미와 메리는 메기를 변호하기는커녕 이웃의 말에 동조한다.  후에 영리하고 대담한 여인 넬리는 피트에게 메리는 '영혼이 없는 연약한 것'으로 부르며 그녀를 떠나라고 충고한다.  메기는 집에 돌아오려고 했지만, 그녀의 엄마로 부터 거부 당하고 심지어 모든 주민들로 부터도 멸시를 받는다.  그 후, 메기로 보이는 한 매춘부가 길거리를 배회하며, 험악한 동네로 이사를 가서 한 더럽고 흉칙한 남자들 사이에 살게 된다.  그 때, 피트가 여섯명의 잘 빼입은 여성들과 함께 살롱에서 술을 마시는 데, 넬리처럼 보이는 여성이 그의 돈을 가져간다.  마지막 장에서 지미는 그의 엄마인 메리에게 메기가 죽었다고 말을 한다. 그때 그 엄마는 이웃들이 위로할 때 황당하게도 "난 그 애를 용서할 거예요" 라고 소리지른다.

## 주제

### 알코올 의존증
스티븐 크레인은 주요 인물들이 가난의 대물림에서 벗어날 수 없게끔 알코올에 의존하는 사실을 이용한다.